# Ivo Josipović (Basketballspieler)
Ivo Josipović (* 6. Februar 1975 in Karlovac) ist ein ehemaliger kroatischer Basketballspieler.

## Werdegang
Als Jugendlicher spielte Josipović, der kroatischer Juniorennationalspieler war, auf Vereinsebene in Bosnien und Herzegowina für Široki Brijeg. Er spielte später in Zadar und Slavonski Brod. Zur Saison 1997/98 wechselte der 2,04 Meter große Flügel- und Innenspieler zur BG Koblenz in die 2. Basketball-Bundesliga. Mit Koblenz wurde er in der Zweitliga-Hauptrunde Achter der Südstaffel.
Der Kroate wurde 1998 vom Bundesligisten Telekom Baskets Bonn verpflichtet. Mit den Rheinländern wurde er 1999 deutscher Vizemeister, Josipović brachte es im Verlauf der Saison 1998/99 auf Mittelwerte von 9,7 Punkten und 4,1 Rebounds je Bundesliga-Begegnung. Mitte April 1999 machte er im Spiel gegen Rhöndorf mit einer außergewöhnlichen Verteidigungsleistung auf sich aufmerksam, dem Kroaten gelangen in der Partie neun Blocks. Im Spieljahr 1999/2000 zog er mit Bonn ins Bundesliga-Halbfinale ein, dort schied man gegen Berlin aus, Josipović kam im Saisonverlauf auf 10,5 Punkte und 5 Rebounds pro Begegnung. Diese Werte sanken in seinem dritten Bonner Jahr: In der Saison 2000/01 wurde er mit der Mannschaft wieder deutscher Vizemeister, der Kroate trug in 21 Einsätzen im Schnitt 7,1 Punkte sowie 3 Rebounds bei. Mit Bonn nahm er zwischen 1998 und 2001 an zwei Europapokalwettbewerben teil, dem Korać-Cup sowie dem Saporta-Cup.
In der Saison 2001/02 spielte er in seinem Heimatland bei KK Sanac Karlovac und erzielte für die Mannschaft 27,3 Punkte je Begegnung. Im Sommer 2002 ging Josipović in die Bundesliga zurück und stand 2002/03 beim Mitteldeutschen BC unter Vertrag. Mit einem Durchschnitt von 18,7 Punkten je Begegnung war der Kroate in diesem Spieljahr der beste MBC-Korbschütze.
Nach dem abermaligen Verlassen Deutschlands wechselte er im Sommer 2003 zu Liège Basket nach Belgien und im Saisonverlauf 2003/04 zu Ural Great Perm nach Russland. 2004/05 spielte er zeitweilig ebenfalls in Russland für UNICS Kasan und zeitweilig für Czarni Słupsk in Polen. Seine weiteren Stationen waren: Surgut (Russland; Saison 2005/06), Apollon Patras (Griechenland; Saison 2006/07), Kolossos Rhodos (Griechenland; Saison 2007/08), Apollon Limassol (Zypern; Saison 2009/10) sowie später Jolly Šibenik (Kroatien; Saison 2011/12) und KK Jazine-Arbanasi Zadar (Kroatien; 2014).